# غنية الدالية
ولدت غنية إالدالية في 10 اكتوبر 1963 في العفرون ، سياسية جزائرية . عملت وزيرة للتضامن الوطني وشؤون الأسرة ووضع المرأة الجزائرية منذ مايو 2017.

## سيرة
ولدت غانية إيداليا في أكتوبر 1963 ، وتخرجت عام 1988 بدرجة البكالوريوس في علم النفس الإكلينيكي من جامعة الجزائر ، ثم ماجستير في إدارة الموارد البشرية من الجامعة نفسها. في عام 2001 ، حصلت على دبلوم الدراسات العليا المتخصصة في إدارة الموارد البشرية في ISGP الجزائر.
ثم تابعت تدريبها في فرنسا في علم النفس الإكلينيكي وعلم الضحايا.
ثم أصبحت أستاذة فرنسية في المدرسة الثانوية بولاية البليدة . 
في 4 مايو 2017 ، للانتخابات التشريعية ، قادت قائمة جبهة التحرير الوطني (FLN) في البليدة.
يوم 25 مايو 2017، عين الرئيس الجزائري عبد العزيز بوتفليقة غنية الدالية، وزيرة للتضامن الوطني والأسرة وقضايا المرأة  داخل حكومة تبون ثم حكومة أويحيى العاشرة في 16 أغسطس .